# I must be crazy
『I must be crazy』（アイ・マスト・ビー・クレイジー）は、財津和夫の通算4枚目のアルバム。1990年10月1日に、日本コロムビア / トライアドから発売された。

## 解説
チューリップの解散後、一年を経て発売されたアルバムで、ソロミュージシャンとしての再スタートを切ったアルバムでもある。
やわらかな雰囲気や、財津の人生観、恋愛と別れなど、様々な要素を一人のミュージシャンとしての余裕を持ちながら投影させたアルバムになっており、当時の財津の等身大の音楽が集められている。
なお、このアルバムをもってレコード会社を移籍したため、チューリップの第3期後半から在籍したトライアドレーベルでの最後のアルバムとなった。

## 批評
| 専門評論家によるレビュー | 専門評論家によるレビュー |
| レビュー・スコア         | レビュー・スコア         |
| 出典                     | 評価                     |
| ------------------------ | ------------------------ |
| CDジャーナル             | 肯定的                   |

CDジャーナルは、「チューリップ解散後の初ソロ作品だけに、回顧的と思える『12才』をはじめとして落ち着きを感じさせる。」と批評した上で、「彼にとってのひとつの時代の終りと別れを告げる作品と聴こえたりもする。淡々と歌われる感傷だけに。」と肯定的に評価している。

## 収録曲
| 全作曲: 財津和夫。 |                            |           |            |          |      |
| #                  | タイトル                   | 作詞      | 作曲・編曲 | 編曲     | 時間 |
| 1.                 | 「ふたりだけのスクリーン」 | 財津和夫  | 財津和夫   | 財津和夫 | 6:16 |
| 2.                 | 「サイド・シート」         | 財津和夫  | 財津和夫   | 財津和夫 | 4:32 |
| 3.                 | 「白いシャツの君」         | 財津和夫  | 財津和夫   | 財津和夫 | 4:39 |
| 4.                 | 「永遠の日々」             | 財津和夫  | 財津和夫   | 財津和夫 | 6:59 |
| 5.                 | 「12才」                   | 財津和夫  | 財津和夫   | 財津和夫 | 6:07 |
| 6.                 | 「君の指」                 | 財津和夫  | 財津和夫   | 財津和夫 | 3:46 |
| 7.                 | 「未来を残さないで」       | 財津和夫  | 財津和夫   | 財津和夫 | 4:29 |
| 8.                 | 「Dream With You」         | 松本隆    | 財津和夫   | 椎名和夫 | 3:51 |
| 9.                 | 「3フィートの高さから」    | 財津和夫  | 財津和夫   | 財津和夫 | 3:52 |
| 合計時間:          | 合計時間:                  | 合計時間: | 合計時間:  | 44:31    |      |

## 楽曲解説
1. ふたりだけのスクリーン
2. サイド・シート
3. 白いシャツの君
4. 永遠の日々
5. 12才
6. 君の指
7. 未来を残さないで
8. Dream With You
  - 6月に先行シングルとして発売されていた楽曲で、5代目のトヨタ・カリーナのCM曲として、マイナーチェンジが行われた1990年5月からテレビで流されていた。
  - 財津のソロシングルとしては唯一、松本隆が作詞を担当している。
9. 3フィートの高さから

## 演奏者
- KEYBOARD: Nobuo Kurata, Kazuo Shiina, Ken Shima, Masato Matsuda, Ichiro Nagata, Toru Shigemi, Yasuharu Nakanishi, Yoshiaki Tanno
- GUITAR: Makoto Matsushita, Fujimaru Yoshino, Kazuo Shiina, Hiromi Yasuda, Koichi Tani
- DRUMS: Yuichi Togashiki, Toru Hasebe, Nobuo Eguchi
- BASS: Koki Ito, Michio Nagaoka
- PERCUSSION: Yuki Sugawara
- STRINGS: Takeshi Kato Group
- BACK GROUND VOCALS: Chikuzen Sato(SING LIKE TALKING), Ryujin Hirota(REVOLVER)
- SYNTHESIZER PROGRAMING: Hideki Matsutake, Yuichi Tomaru

## タイアップ
| # | 曲名               | タイアップ                       | 出典  |
| - | ------------------ | -------------------------------- | ----- |
| 1 | 「Dream With You」 | トヨタ ニュー・カリーナ CMソング | [ 3 ] |